# Focus (2015)
Focus ist ein US-amerikanischer Film von Glenn Ficarra und John Requa aus dem Jahr 2015. In den Hauptrollen spielen Will Smith, Margot Robbie und Rodrigo Santoro. Der Kinostart in den USA war am 27. Februar 2015. In Deutschland startete der Film am 5. März 2015.

## Handlung
Nicky Spurgeon ist ein professioneller Hochstapler und Trickbetrüger. In einem Nachtclub trifft er auf die attraktive Jess Barrett, die versucht, ihn zu verführen und zu bestehlen. Nicky kommt schnell hinter ihre Nummer und belehrt sie, nie das Wesentliche aus dem Blick (engl. Focus) zu verlieren. Er beschließt, sie das Handwerk der Täuschung und des Betrugs zu lehren. Jess lernt schnell, und die beiden geben ein gutes Gespann ab. Als sie jedoch Gefühle füreinander entwickeln, beendet Nicky ihre Zusammenarbeit.
Drei Jahre später arbeitet Nicky für den Motorsport-Milliardär Rafael Garriga, dem nur das Team des australischen Geschäftsmannes McEwen im Weg steht, um die Meisterschaft für sich zu entscheiden. Nicky gibt vor, aus Garrigas Team vergrault worden zu sein, und will McEwen eine gefälschte Variante des EXR, einer Software für Treibstoffverbrennung, verkaufen. Diese führt den Fahrer durch das Anzeigen falscher Werte in die Irre und macht sein Auto dadurch während des Rennens um ein paar Zehntelsekunden langsamer. Tatsächlich verkauft er jedoch die echte Software hinter Garrigas Rücken an alle Konkurrenten und verdient dabei 27 Mio. Euro. Bei einer Party vor dem Rennen trifft er erneut auf Jess, die nun anscheinend Garrigas Freundin ist. Ihre Gefühle füreinander erwachen erneut, sodass sie wieder zusammenkommen. Garrigas Sicherheitschef, Owens, wird misstrauisch und folgt Nicky und Jess.
Während Nicky auf Jess in seinem Hotelzimmer wartet, bekommt er eine Nachricht, dass er in Gefahr sei und sofort das Zimmer verlassen solle. Nicky und Jess versuchen zu flüchten, jedoch werden sie von Garrigas Männern gefangen genommen und in seine Werkstatthalle gebracht. Jess gibt zu, dass sie Garriga verführen wollte in der Absicht, seine wertvolle Uhr zu stehlen. Daraufhin schießt Owens Nicky in den Brustkorb, und Garriga ergreift die Flucht, um nicht mit Nickys Tod in Verbindung gebracht zu werden.
Nachdem Garriga gegangen ist, offenbart Owens, dass er Nickys Vater Bucky ist. Er versichert Jess, dass er keine der lebenswichtigen Hauptarterien getroffen habe, und fährt Nicky und Jess zum Krankenhaus.
Er nimmt sich das komplette, von Nicky ergaunerte Geld und verschwindet mit dem Hinweis, nie den Blick für das Wesentliche zu verlieren. Von Jess gestützt schleppt sich Nicky zum Eingang des Krankenhauses. Er schmunzelt, als er an ihrem Handgelenk Garrigas 200.000 Dollar teure Uhr entdeckt, die sie ihm offensichtlich in allerletzter Sekunde doch noch entwenden konnte.

## Produktion
Für die Besetzung der beiden Hauptrollen waren ursprünglich Ryan Gosling und Emma Watson vorgesehen. Als beide ausschieden, wurde Brad Pitt die Rolle angeboten, jedoch lehnte er ab. Die Besetzung mit Ben Affleck und Kristen Stewart scheiterte daran, dass Affleck mit anderen Projekten beschäftigt war. Nach Afflecks Absage stieg auch Stewart aus, sodass Margot Robbie engagiert wurde.
Das Regie-Duo und Produktions-Designer Beth Mickle begaben sich im Juni 2013 in Buenos Aires auf die Suche nach Drehorten. Eine zweite Reise mit den Produzenten Denise Di Novi und Mark Scoon führte zu späteren Drehorten nach San Telmo, Puerto Madero, Barracas, Retiro, Recoleta, Palermo und zum Flughafen Buenos Aires-Ezeiza. Die Dreharbeiten begannen am 14. September 2013 in New Orleans und wurden am 19. November in Buenos Aires fortgesetzt. Der letzte Drehtag in Argentinien war am 10. Dezember. Am 17. Dezember wurde in New York gedreht.
Neil Smith hatte im Dezember 2013 beim Forum der Digital Cinema Society mehrere Andeutungen gemacht, dass der Großteil des Films in Final Cut Pro X geschnitten werden soll. Damit wäre Focus die größte Produktion, die bisher mit dem Programm geschnitten wurde.
Bei der Entstehung des Films war Apollo Robbins als Berater tätig, seines Zeichens Experte auf dem Feld des Taschendiebstahls.

## Veröffentlichung
Der Film wurde am 27. Februar 2015 in den USA veröffentlicht. Am 29. Januar 2015 hatten Warner Bros. und IMAX Corporation bekannt gegeben, dass sie den Film digital überarbeitet im Format IMAX DMR zum Kinostart veröffentlichen wollen.

## Synchronisation
Die deutschsprachige Synchronisation erfolgte durch die Film- & Fernseh-Synchron in Berlin, nach einem Dialogbuch und unter der Dialogregie von Marianne Groß.
| Rolle          | Schauspieler    | Synchronsprecher    |
| -------------- | --------------- | ------------------- |
| Nicky Spurgeon | Will Smith      | Jan Odle            |
| Jess Barrett   | Margot Robbie   | Anne Helm           |
| Garriga        | Rodrigo Santoro | Sebastian Jacob     |
| Farhad         | Adrian Martinez | Tobias Müller       |
| Owens          | Gerald McRaney  | Jan Spitzer         |
| Liyuan Tse     | B. D. Wong      | Rainer Fritzsche    |
| McEwen         | Robert Taylor   | Torsten Michaelis   |
| Jared          | Dominic Fumusa  | Olaf Reichmann      |
| Horst          | Brennan Brown   | Stephan Schleberger |

## Rezeption

### Einspielergebnis
Focus spielte in Nordamerika 53,8 Mio. US-Dollar und weltweit 159 Mio. US-Dollar ein, bei einem Budget von 50,1 Mio. US-Dollar. Am Startwochenende erzielte der Film ein Einspielergebnis von 38,6 Mio. US-Dollar. Er wurde in 3.323 Kinos gezeigt und erreichte somit einen Schnitt von 155.623 US-Dollar pro Kino. Damit lag der Film auf Platz 1 der Kinocharts.
Parallel zum US-Kinostart wurde der Film in 39 Filmmärkten veröffentlicht und erreichte außerhalb der USA am Startwochenende Einnahmen in Höhe von ungefähr 12,2 Mio. US-Dollar. Die stärksten internationalen Absatzmärkte insgesamt sind Großbritannien (13 Mio. US-Dollar), Russland (3,1 Mio. US-Dollar) und die Niederlande (1,8 Mio. US-Dollar).

### Kritik
Focus erhielt gemischte Kritiken. Bei Rotten Tomatoes sind 56 % der Kritiken positiv bei insgesamt 227 Kritiken. Im Kritikerkonsens heißt es: „Focus mag vielleicht zu viele Wendungen haben, aber er profitiert von seinem glamourösen Setting und dem Charme seiner Stars.“ (Focus may have a few too many twists and turns, but it nearly skates by on its glamorous setting and the charm of its stars.) Bei Metacritic erhielt der Film eine Bewertung von 56/100, basierend auf 42 Kritiken.
Der film-dienst meinte, der „leichtfüßig und abwechslungsreich inszenierte Film“ spiele mit der Frage, „wieviel Vertrauen unter Ganoven zuträglich ist“. Dabei bleibe „die Romanze trotz der guten Hauptdarsteller recht unterentwickelt“ und diene „vor allem dazu, die raffinierten Betrügereien miteinander zu verknüpfen“.

## Soundtrack
Der Soundtrack zum Film wurde am 24. Februar 2015 von WaterTower Music veröffentlicht.
1. „I’m a Manchild“ – Uptown Funk Empire (Bruno Hovart)
2. „Sofa Rockers (Richard Dorfmeister Remix)“ – Sofa Surfers
3. „Please!“ – Edward Sharpe and the Magnetic Zeros
4. „Wind It Up“ – Stooges Brass Band
5. „You Don’t Have To Worry“ – Doris & Kelley
6. „Meet Me In the City“ – Junior Kimbrough
7. „Gimme Danger“ – Iggy & the Stooges
8. „Chorra“ – Los Mareados
9. „La Espada de Cadorna“ – Mauro Alberelli, Fernando Diego, Barreyro, Maria Carla Flores, Fermin Echeveste, Manuel Gonzalez Aguilar, Mateo Gonzalez Aguilar und Carlos Maximiliano Russo
10. „Gerli Hood“ – Ivan Diaz Mathe, Jorge Estenbenet, Sebastian Martinez, Francisco Olivero, Daniel Michel, Juan Manuel Meyer and Gala Iglesias Brickles featuring Camilo Costaldi Lira und Alberto Manuel Rodriguez
11. „Corazon De Piedra (Te Amo)“ – Alejandro Medina
12. „White Bird“ – It’s a Beautiful Day
13. „Love Makes the World Go Round“ – Barbara Lewis
14. „Focus (Love Theme)“ – Nick Urata